# خیابان مهستان
خیابان مهستان یکی از خیابان‌های محله شهرک غرب و بخشی از موقوفات آستان قدس رضوی و در شمال‌غرب تهران است. دو سوی این خیابان به خیابان ایران‌زمین ختم می‌شود.

## ورودی‌ها، تقاطع‌ها و جاها
| از جنوب به شمال      | وضعیت    |
| -------------------- | -------- |
| خیابان ایران‌زمین     |          |
| کلانتری ۱۳۴ شهرک غرب | ضلع شرقی |
| بوستان اذان          | ضلع غربی |
| نظام مهندسی تهران    | ضلع غربی |
| خیابان هرمزان        |          |
| مرکز خرید مهستان     | ضلع شرقی |
| خیابان گلستان        |          |
| خیابان ایران‌زمین     |          |